# Szaterniki (Białoruś)
Szaterniki (biał. Шатэрнікі, Szaterniki; ros. Шатерники, Szatierniki) – wieś na Białorusi, w obwodzie grodzieńskim, w rejonie ostrowieckim, w sielsowiecie Gierwiaty, nad Oszmianką.

## Historia
W XIX i w początkach XX w. położone były w Rosji, w guberni wileńskiej, w powiecie wileńskim, w gminie Worniany. Po I wojnie światowej pod administracją polską, w Zarządzie Cywilnym Ziem Wschodnich. W latach 1920–1922 w składzie Litwy Środkowej.
Od 11 kwietnia 1922 leżały w Polsce, w województwie wileńskim, w powiecie wileńsko-trockim, do 1 kwietnia 1927 w gminie Worniany, następnie w gminie Michaliszki/Gierwiaty.
Po II wojnie światowej w granicach Związku Sowieckiego. Od 1991 w niepodległej Białorusi.